# Некрасовська лінія
Некра́совська лінія (рос. Некрасовская линия, в проєкті — Кожу́ховська рос. Кожуховская линия) — п'ятнадцята лінія Московського метрополітену. Початкова дільниця «Некрасовка» — «Косино» з 4-х станцій відкрита 3 червня 2019 року. На схемах позначається рожевим кольором та числом .
Лінія розташована у Східному та Південному-Східному адміністративних округах Москви. Лінія сполучить центр міста з районами Рязанський, Кузьминки, Вихіно-Жулебіно, Косино-Ухтомський і закінчується на Люберецьких Полях.
Другу чергу Некрасовської лінії зі станціями «Південно-Східна», «Окська», «Стахановська» і «Нижньогородська», а також тимчасово приєднаними до лінії станціями Великої кільцевої лінії «Авіамоторна» і «Лефортово» відкрито 27 березня 2020 року та Електрозаводська

## Хронологія
26 жовтня 2019 року, після закриття Каховської лінії, отримала статус найкоротшої лінії метро, який протримався до її подовження.
2 січня 2020 року було проведено технічний пуск другої дільниці «Косино» — «Лефортово», що включає дільницю Великої кільцевої лінії. Її відкриття було заплановано наприкінці березня 2020 року.
З 20 по 24 березня лінія була закрита для пасажирів, через відкриття нової дільниці «Косино — Лефортово».
| Черга                   | Дата відкриття  | Довжина |
| ----------------------- | --------------- | ------- |
| «Некрасовка» — «Косино» | 3 червня 2019   | 6,9 км  |
| «Косино» — «Лефортово»  | 27 березня 2020 | 15,4 км |
| Електрозаводська        | 30 грудня 2020  |         |

## Станції
На лінії розташовані наступні станції:
- Електрозаводська;
- Лефортово;
- Авіамоторна;
- Нижньогородська (пересадка на  Велику кільцеву лінію та  «Нижньогородську»);
- Стахановська;
- Окська;
- Південно-Східна;
- Косино (пересадка на Лермонтовський проспект);
- Вулиця Дмитрієвського;
- Лухмановська;
- Некрасовка.

## Депо и рухомий склад
| Депо    | Дата відкриття |
| ------- | -------------- |
| Руднево | 3 червня 2019  |

### Рухомий склад
| Типи вагонів                       | Роки експлуатації |
| ---------------------------------- | ----------------- |
| 81-765.4/766.4/767.4 «Москва-2019» | з 3 червня 2019   |
| 81-765/766/767 «Москва»            | з 27 березня 2020 |

## Пересадки
| Пересадка на лінію           | зі станції      | на станцію              |
| ---------------------------- | --------------- | ----------------------- |
| Тагансько-Краснопресненська  | Косино          | Лермонтовський проспект |
| Велика кільцева лінія        | Нижньогородська | Нижньогородська         |
| Московське центральне кільце | Нижньогородська | Нижньогородська         |